# Zdeněk Valnoha
Zdeněk Valnoha (* 8. května 1973 Brno) je český fotbalový trenér a bývalý fotbalista (levý záložník).

## Hráčská kariéra
V mládežnických kategoriích hrál za TJ Sokol Opatovice a TJ KS Brno. Po vojně ve VTJ Tábor působil v letech 1993-1998 v Brně, v roce 1999 hrál za 1. FK Příbram a v letech 1999-2001 za FK Drnovice. Na podzim 2001 se vrátil do Brna. Na podzim roku 2003 hrál za MFK Ružomberok nejvyšší slovenskou soutěž. Profesionální kariéru zakončil na Kypru a potom působil v českých nižších soutěžích.
Celkem v nejvyšší soutěži v Česku, na Slovensku a na Kypru odehrál 254 utkání a dal 29 gólů. V evropských pohárech odehrál 15 utkání a dal 4 góly. Za reprezentační do 21 let nastoupil pětkrát. V roce 2011 hrál regionální fotbal za Vojkovice.

### Ligová bilance
| Ročník                          | Zápasy | Góly | Klub                  |
| ------------------------------- | ------ | ---- | --------------------- |
| 1. česká fotbalová liga 1993/94 | 10     | 3    | FC Boby Brno          |
| 1. česká fotbalová liga 1994/95 | 21     | 2    | FC Boby Brno          |
| 1. česká fotbalová liga 1995/96 | 29     | 2    | FC Boby Brno          |
| 1. česká fotbalová liga 1996/97 | 27     | 8    | FC Boby Brno          |
| 1. česká fotbalová liga 1997/98 | 27     | 5    | FC Boby Brno          |
| Gambrinus liga 1998/99          | 11     | 1    | FC Boby Brno          |
| Gambrinus liga 1998/99          | 15     | 1    | FC Dukla Příbram      |
| Gambrinus liga 1999/00          | 26     | 2    | FC Petra Drnovice     |
| Gambrinus liga 2000/01          | 26     | 0    | FC Petra Drnovice     |
| Gambrinus liga 2001/02          | 29     | 3    | FC Stavo Artikel Brno |
| Gambrinus liga 2002/03          | 8      | 1    | 1. FC Brno            |
| Corgoň liga 2003/04             | 4      | 0    | MFK Ružomberok        |
| Marfin Laiki Liga 2004/05       | 21     | 1    | Olympiakos Nicosia    |
| CELKEM                          | 254    | 29   |                       |

## Trenérská kariéra
V sezoně 2016/17 převzal po Jiřím Hajském A-mužstvo AFK Tišnov v Přeboru Jihomoravského kraje. Poprvé stál na lavičce Tišnova v domácím zápase s Tatranem Bohunice (nerozhodně 2:2) v rámci 3. kola (2. hraného) v neděli 21. srpna 2016.